# Entrada fictícia
Les entrades fictícies o falses són entrades deliberadament incorrectes en obres de referència com ara diccionaris, enciclopèdies, mapes i directoris, afegits pels editors per deixar en evidència casos de plagi o infracció dels drets d'autor.

## Terminologia
En anglès es fa servir la paraula mountweazel creada per l'escriptor del The New Yorker Henry Alford per a una entrada biogràfica fictícia a l'edició de 1975 de l'Enciclopèdia Columbia, afegida per detectar infraccions dels drets d'autor. L'entrada descrivia a Lillian Virginia Mountweazel com una dissenyadora de fonts convertida en fotògrafa, que va morir en una explosió mentre estava assignada a la revista Combustibles. Suposadament, era àmpliament coneguda pels seus assajos fotogràfics sobre temes inusuals, inclosos els autobusos de la ciutat de Nova York, els cementiris de París i les bústies rurals americanes.